# Куштай
Куштай (также Кушай, Куш-Темир, Кушнай) — сын Кублука. После смерти Коничи в правом улусе Орды вспыхнула жестокая междоусобная война. Она не только ослабила власть центра, но и фактически разделила улус на отдельные части, которые перестали подчиняться друг другу. В условиях политического хаоса борьба за трон между князьями левого крыла развернулась с особой ожесточённостью. Источники упоминают нескольких ключевых претендентов на верховную власть. Среди них — Баян , старший сын и наследник Кончи; Кублук, сын Тимур-Буки из другой линии рода Ордаидов; Куштай, сын Кублука. Далее Мангута́й — младший, четвёртый сын Кончи. Имел претензии на престол. Когда Мангутай поднял восстание против своего брата Баяна, это событие было на пользу Куштаю, который пользовался поддержкой потомков Чагатая и Угедэя.

### Золотая Орда в мировой истории
- Трепавлов В. В., коллективная работа. Золотая Орда в мировой истории. — Казань: АН РТ, Институт истории имени Ш.Марджани, 2016. — 968 с. — (Tartaria Magna). — ISBN 978-5-94981-229-7.
- Канат Ускенбай. Золотая Орда в мировой истории. — Казань: АН РТ, Институт истории имени Ш.Марджани, 2016. — 968 с. — (Tartaria Magna). — ISBN 978-5-94981-229-7.
- Роман Почекаев. Золотая Орда в мировой истории. — Казань: АН РТ, Институт истории имени Ш.Марджани, 2016. — 968 с. — (Tartaria Magna). — ISBN 978-5-94981-229-7.